# Миле Неделкович
Миле Неделкович (на сръбски: Миле Недељковић или Mile Nedeljković) е сръбски журналист, етнолог, публицист и писател. Автор на редица книги и публикации в периодичния печат. Проникновен изследовател на родната Шумадия, като особено ценни са проучванията му на родния край.

## Творби
- Завеса пада, Прикази и белешке о позоришту, Нови Београд, 1968.
- 70 и 7 песника (антологија младих, мало познатих или сасвим непознатих песника, Београд, 1972
- Деловодни протокол Карађорђа Петровића 1812 – 1813, Крагујевац-Топола, 1987.
- Топола, Карађорђев град, Опленац, 1989.
- Годишњи обичаји у Срба, Београд, 1990.
- Слава у Срба, Београд, 1991.
- Срби граничари (оглед о Србима у Славонији, Хрватској и Далмацији, Београд, 1991.
- Задужбина краља Петра I, Опленац, 1992.
- Крст и полумесец – најстрашнија српска раздеоба, Београд-Бијело Поље, 1993.
- Народни календар „Шумадија“, Крагујевац, 1993.
- Календар српских народних обичаја и веровања, Ваљево, (издања за 1994, 1995 и 1996 годину)
- Записи о Шумадији: 1. књига, Крагујевац, 1996.
- Српски обичајни календар, Ваљево, 1997.
- Српски обичајни календар, Београд, (издања за 1998, 1999, 2000, 2001, 2002, 2003, 2004, 2005, 2006, 2007, 2008 и 2009. годину)
- Косово и светски рат, Београд, 1999.
- Мемоари принца Томислава Карађорђевића, Топола-Опленац, 1999.
- Записи о Шумадији: 2. књига, Београд, 2000.
- Лексикон народа света, Београд, 2001.
- Фендрек од Гараша, Орашац, 2001.
- Вождове Војводе, Аранђеловац, 2002.
- Орашац, колевка српске државности, Аранђеловац, 2002.
- Новинарство, Основи, Београд, 2003.
- Објава српског новинарства, Београд, 2004.
- Хроника Удружења новинара Србије 1941 – 2006, Београд, 2009.